# Małgorzata Wasilewska
Małgorzata Wasilewska (nascida em 1960) é uma diplomata e activista dos direitos humanos polaca que, entre 2016 e 2020, actuou como embaixadora da União Europeia na Jamaica.
Até 2003, Wasilewska foi presidente da secção polaca da Amnistia Internacional. Ela também trabalhou para a Saferworld como especialista sénior em governança organizacional e planeamento estratégico. Em seguida, tornou-se funcionária da União Europeia, trabalhando na Direcção-Geral das Relações Externas da Comissão Europeia. Ela foi Chefe da Divisão de Observação Eleitoral e Apoio à Democracia, gerindo missões de observação eleitoral em vários países, por exemplo Moçambique, Sudão, Chade, Afeganistão, Ilhas Salomão, Honduras, Bolívia. Em 2011, Wasilewska juntou-se ao Serviço Europeu de Ação Externa, chefiando a Divisão de Prevenção de Conflitos, Construção da Paz e Instrumentos de Mediação e a Divisão de Observação Eleitoral e Apoio à Democracia. Em setembro de 2016, foi nomeada embaixadora da UE na Jamaica, uma posição que também englobava Belize, Bahamas, Ilhas Turcas e Caicos e Ilhas Cayman. Ela terminou o seu mandato em agosto de 2020.
Wasilewska é especializada em desenvolvimento sensível a conflitos, construção da democracia pós-conflito e não proliferação de armas pequenas e armamento leve.